# Samuel Yeboah (Fußballspieler)
Samuel Yeboah (* 8. August 1986 in Accra) ist ein ghanaischer ehemaliger Fußballspieler.

## Karriere

### Verein
Yeboah begann seine Karriere in der Heimat bei den Heart of Lions, bei denen er bereits 2002 in die erste Mannschaft geholt wurde. Nachdem er 2004 Torschützenkönig der höchsten ghanaischen Spielklasse wurde, wechselte er nach Europa und unterschrieb einen Vertrag bei Sheriff Tiraspol in Moldawien. Mit Sheriff konnte auf Anhieb der moldawische Meistertitel 2005 gewonnen werden. Nach nur einem Jahr verabschiedete sich der Ghanaer und wechselte zu Hapoel Kfar Saba nach Israel.
In seiner ersten Saison bei den Israelis wurde man Zehnter der Liga, punktegleich mit Absteiger Hapoel Nazareth Illit, jedoch hatte man ein besseres Torverhältnis. Nach Platz acht 2006/07 musste man 2007/08 aus der höchsten israelischen Spielklasse absteigen. Daraufhin wechselte der Stürmer zu Hapoel Tel Aviv. In seiner ersten Saison in Tel Aviv wurde man Vizemeister. Dort konnte er auch zum ersten Mal auf europäischer Klubebene agieren. Beim Erstrundenaus im UEFA-Cup gegen den Vertreter aus Frankreich AS St. Etienne spielte er im Hinspiel am 18. September 2008 in Tel Aviv durch. Das Spiel endete 1:2. Nach einer weiteren Herbstsaison bei Hapoel wechselte er in der Winterübertrittszeit 2009/10 zu KRC Genk nach Belgien. Sein Debüt in der höchsten belgischen Spielklasse gab Yeboah am 16. Januar 2010 gegen Sporting Charleroi, als er in der 87. Minute für Elyaniv Barda ausgewechselt wurde. Das Debüt wurde mit 3:1 gewonnen.
Für Genk absolvierte er in der Saison 2010/11 insgesamt 16 Ligaspiele und erzielte drei Tore, wurde jedoch noch in derselben Saison an Beitar Jerusalem ausgeliehen. Dort kam er regelmäßig zum Einsatz und erzielte in 30 Spielen vier Tore. Nach seiner Rückkehr wechselte Yeboah im Jahr 2011 zu MS Aschdod. Im Jahr 2012 unterschrieb er beim zyprischen Klub Nea Salamis Famagusta. Nach einem kurzen Intermezzo in Zypern kehrte Yeboah nach Ghana zurück, wo er zwischen 2013 und 2015 für Heart of Lions aktiv war. Anschließend spielte er in den Jahren 2016 und 2017 für Hearts of Oak SC.

### Nationalmannschaft
Für die ghanaische Nationalmannschaft spielte Yeboah bisher drei Mal. Sein Debüt gab er am 22. November 2008 im freundschaftlichen Länderspiel gegen Tunesien. Das Spiel endete 0:0.

## Erfolge
- Moldawischer Meister: 2005